# Ratio de données aberrantes
Dans une estimation objective de la qualité d'une vidéo, le ratio de données aberrantes (ou outliers ratio) est une mesure de la performance d'un indicateur de la qualité vidéo. C'est le ratio de scores « faux » donnés par un indicateur objectif sur le nombre total de scores. Les scores faux sont les scores situés à l'extérieur de l'intervalle :
{\displaystyle [{\text{MOS}}-2\sigma ,{\text{MOS}}+2\sigma ]}
où MOS (mean opinion score) est la note d'opinion moyenne et σ est l'écart-type du MOS.